# Іванов Олександр Анатолійович
Олександр Анатолійович Іванов (нар. 17 серпня 1973, Чернівці) — радянський та український футболіст, що виступав на позиції півзахисника.

## Життєпис
Вихованець буковинского футболу. До роботи з основною командою став залучатись у сезоні 1990 року, за результатами якого «Буковина» вийшла з Другої ліги до Першої, а в наступному сезоні зайняла 5 місце у Першій лізі. Після розпаду СРСР «Буковина» була включена до новоствореної Вищої ліги України, де Іванов дебютував 5 квітня 1992 року в матчі проти івано-франківського «Прикарпаття» (0:0). Всього провів за буковинців у елітному українському дивізіоні 22 матчі, проте і після вильоту команди з еліти за підсумками сезону 1993/94 продовжив виступати за рідний клуб у Першій лізі.
На початку 1995 року перейшов у молдавський «Прогресул» (Бричани), проте провів лише один матч у місцевому чемпіонаті і влітку того ж року повернувся на батьківщину, ставши гравцем луцької «Волині», де провів наступний сезон у Вищій лізі. За його результатами лучани зайняли передостаннє 17 місце і вилетіли з еліти, після чого Олександр перейшов у запорізький «Металург», де провів ще два сезони в українській еліті, проте в другому не провів за основну команду жодного матчу. Всього у Вимщій лізі України провів 66 матчів і забив 9 голів.
Влітку 1998 року провів два матчі за житомирське «Полісся» у Першій лізі, після чого тривалий час лишався без клубу. Лише у другій половині 2000 року повернувся у професійний футбол, виступаючи за першолігову вінницьку «Ниву» та друголігове хмельницьке «Поділля».
Останнім професійним клубом Іванова стала друголігова білоцерківська «Рігонда», за яку він зіграв один матч у чемпіонаті навесні 2001 року.
У сезоні 2003 року виступав за «Меркурій» (Чернівці) у чемпіонаті України серед аматорів, де його команда вдійшла до фінального турніру і посіла 6-те місце серед більш ніж 40 колективів фізкультури України. Також виступав за аматорські клуби «Королівка» та «Покуття» (Коломия).